# Virtuele kinderpornografie
Virtuele kinderpornografie is kinderpornografie gemaakt door animatie of beeldbewerking. Virtuele kinderen worden hierin uitgebeeld ten behoeve van seksuele opwinding. Er worden geen echte kinderen gebruikt. 
Omdat dergelijke beelden seksueel misbruik van kinderen zou aanmoedigen en faciliteren is in sommige rechtsgebieden deze vorm van pornografie strafbaar gesteld. In het verdrag inzake de bestrijding van strafbare feiten verbonden met elektronische netwerken van de Raad van Europa is opgenomen dat landen actie dienen te ondernemen tegen realistische afbeeldingen van kinderpornografie.
In Nederland is het in artikel 240b van het wetboek van strafrecht sinds 2002 strafbaar gesteld. Hoewel schilderijen, tekeningen, cartoons en strips aanvankelijk buiten het wetsartikel vielen, stelde de Raad van State in 2015 dat schilderijen met realistische en levensechte beelden ook strafbaar zijn.